# Prawda (Wien)

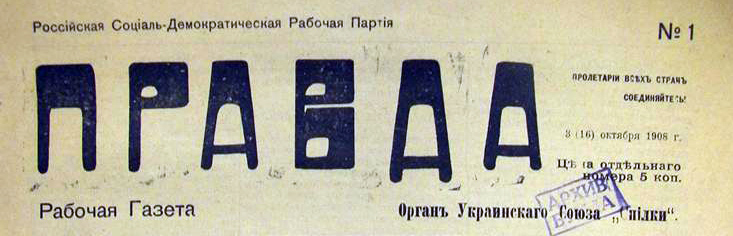
Prawda (1908)

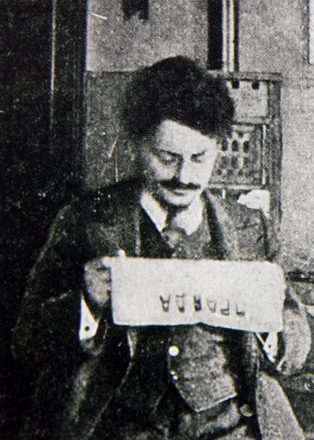
Trotzki um 1910 in Wien über seiner Prawda-Lektüre

Die Prawda (russisch Правда, „Wahrheit“) war eine russische Zeitung, die am 3. Oktober 1908 von dem russischen Emigranten Leo Trotzki im Wiener Exil gegründet und herausgegeben wurde.

## Überblick
In der Wiener Prawda-Redaktion Trotzkis arbeiteten Adolf Joffe, Matwei Skobelew und Viktor Kopp.
Am 5. Mai 1912 übernahm Lenin den Namen der inzwischen unter sozialdemokratischen russischen Arbeitern bekannten Zeitung samt Titelparole „Proletarier aller Länder, vereinigt euch!“ für seine später bekannte bolschewistische Parteizeitung Prawda.

## Trotzkis Blatt
- Der damalige Menschewik Swertschkow[2] erinnert sich an die Wiener Prawda: „In dieser Zeitung setzte er [Trotzki] in alter Weise beharrlich und hartnäckig den Gedanken von der Permanenz der russischen Revolution auseinander, ...“[3]
- Des Sieges sicher prophezeit Trotzki bereits am 4. Dezember 1909 in seiner Zeitung, ausgehend von der Russischen Revolution 1905, das nächste diesbezügliche revolutionäre Ereignis: „Schon heute, durch die uns umlagernden schwarzen Wolken der Reaktion hindurch, erkennen wir den siegreichen Widerschein eines neuen Oktober.“[4]